# رافاييل غيريرو
رافاييل أديلينو جوزيه غيريرو (بالبرتغالية: Raphaël Adelino José Guerreiro‏) هو لاعب كرة قدم برتغالي في مركز الظهير الأيسر ولد في يوم 22 ديسمبر 1993 في مدينة ليبلان ميسنيل في فرنسا، يلعب حالياً مع بايرن ميونخ وسبق له اللعب مع نادي كاين ونادي لوريان ونادي بوروسيا دورتموند، كما لعب مع منتخب البرتغال لكرة القدم و فاز معهم بيورو 2016 ويبلغ طوله 170 سم.

## وصلات خارجية
- رافاييل غيريرو على موقع الاتحاد الأوربي (الإنجليزية)
- رافاييل غيريرو على موقع رابطة كرة القدم الفرنسية للمحترفين (الإنجليزية)
- رافاييل غيريرو على موقع إي إس بي إن إف سي (الإنجليزية)
- رافاييل غيريرو على موقع قاعدة بيانات كرة القدم.إي يو (الإنجليزية)
- رافاييل غيريرو على موقع بيانات كرة القدم. دي إي (الألمانية)
- رافاييل غيريرو على موقع ليكيب (الفرنسية)
- رافاييل غيريرو على موقع ناشيونال فوتبول تيمز (الإنجليزية)
- رافاييل غيريرو على موقع Soccerbase.com (لاعب) (الإنجليزية)
- رافاييل غيريرو على موقع Soccerway.com (الإنجليزية)
- رافاييل غيريرو على موقع عالم كرة القدم.نت (الإنجليزية)